# Джалали, Милад
Милад Джалали (перс. میلاد جلالی‎; род. 13 января 1995, Бендер-Энзели, Гилян) — иранский футболист, полузащитник.

## Клубная карьера
Молодёжную карьеру начал в 2007 в команде «Малаван». Летом 2014 года от главного тренера клуба, Носрата Ирандуста получил вызов в основную команду. Дебютсостоялся в матче сезона 2014/15 против «Сепахана», заменив Махьяра Захматеша.